# أندريه دياز
أندريه فيليبي سيكسياس دياز، من مواليد 11 مارس 1981 في مونتيس كارلوس في البرازيل، لاعب كرة قدم برازيلي.
يلعب مع نادي العين الإماراتي وكان يلعب مع نادي الوصل الإماراتي. وهو الاعب صاحب الرقم 99
و قد سافر لاخذ اجازته السنويه مع العائلة ويفكر في إجراء عمليه تنضيف للركبه